# Fazenda Ibicaba
A Fazenda Ibicaba, propriedade do Senador Nicolau Pereira de Campos Vergueiro até sua morte, em 1859, localiza-se no município de Cordeirópolis, emancipado em 1948 de Limeira, Estado de São Paulo, no Brasil. O nome "Ibicaba" significa terra fértil, e vem da língua indígena tupi (ibi = terra; caba = gorda ou fértil).
A fazenda foi aberta em 1817, tendo sido pioneira em várias atividades e eventos importantes para a região e também na história brasileira. A exemplo, podemos citar:
- na plantação de café da região de Limeira (1828);
- na imigração subvencionada por particulares no país, ou seja, na contratação de mão-de-obra assalariada estrangeira, quando os trabalhadores rurais do Brasil ainda eram majoritariamente escravos.
- no uso do arado em terras brasileiras, a partir de 1847
- no emprego de maquinários movidos a vapor, iniciada por volta de 1850

A Fazenda Ibicaba se estende por cerca de 222 hectares, uma área pequena se comparada com as grandes propriedades da região, que variam entre 500 e 700 hectares. Hoje seu principal cultivo é cana-de-açúcar, mas as instalações remanescentes do período cafeeiro ainda são exploradas como atração turística, sendo, atualmente, uma das fazendas mais visitadas nas redondezas. 

## Origem

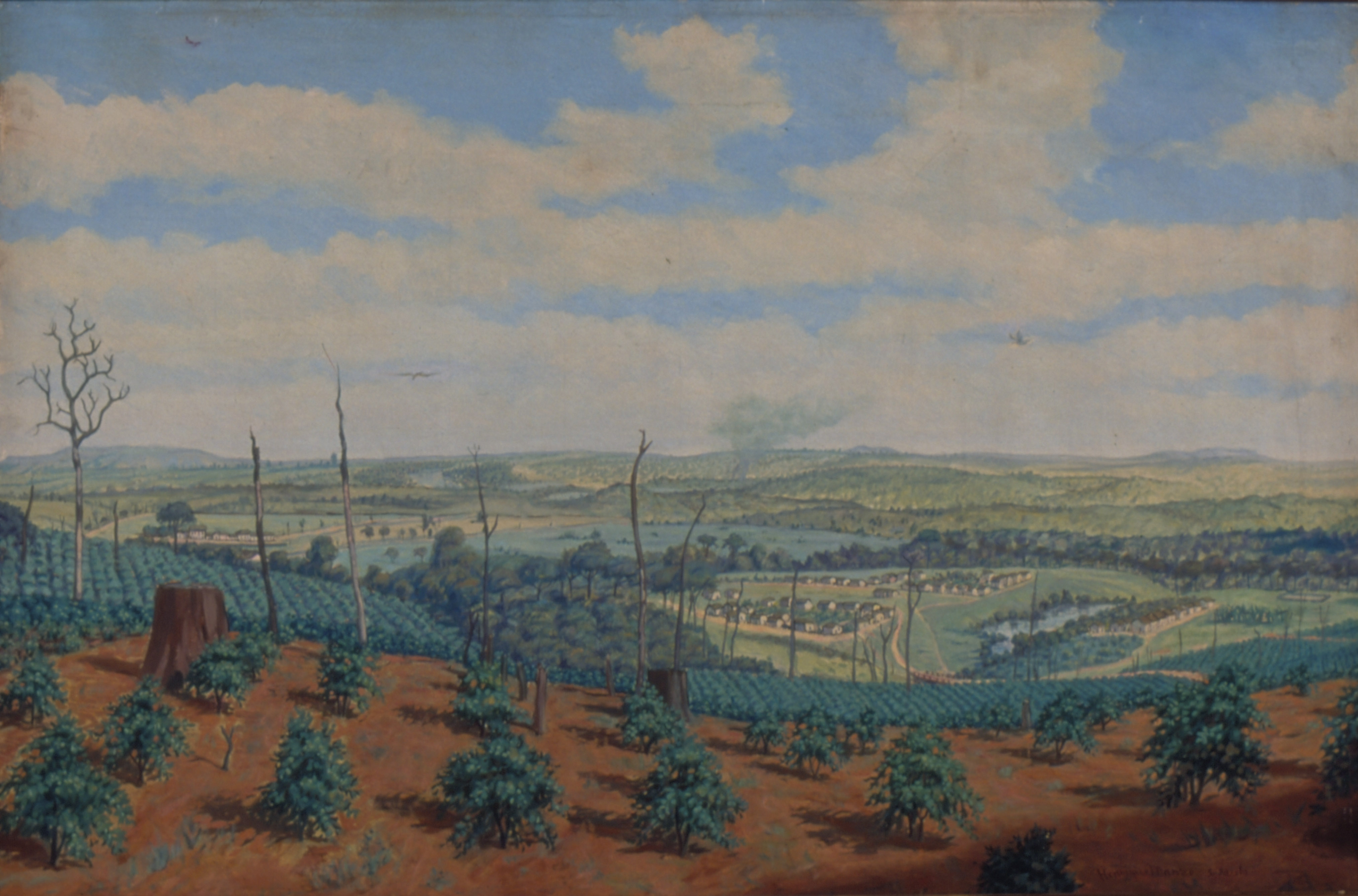
Cafezal da Fazenda Ibicaba (1850), óleo sobre tela de Henrique Manzo, Museu Paulista da Universidade de São Paulo.

Até o século XVIII, a região onde hoje se encontra Ibicaba era pouco explorada, com mata densa e pouco povoada, sendo os que habitavam o local principalmente posseiros de Minas Gerais, que se estabeleceram ao longo do Picadão de Cuiabá, caminho que partia de São Paulo, passando pela região onde surgiu cidades como Sorocaba, Itu, Piracicaba, Rio Claro, seguindo no sentido de Mato Grosso.

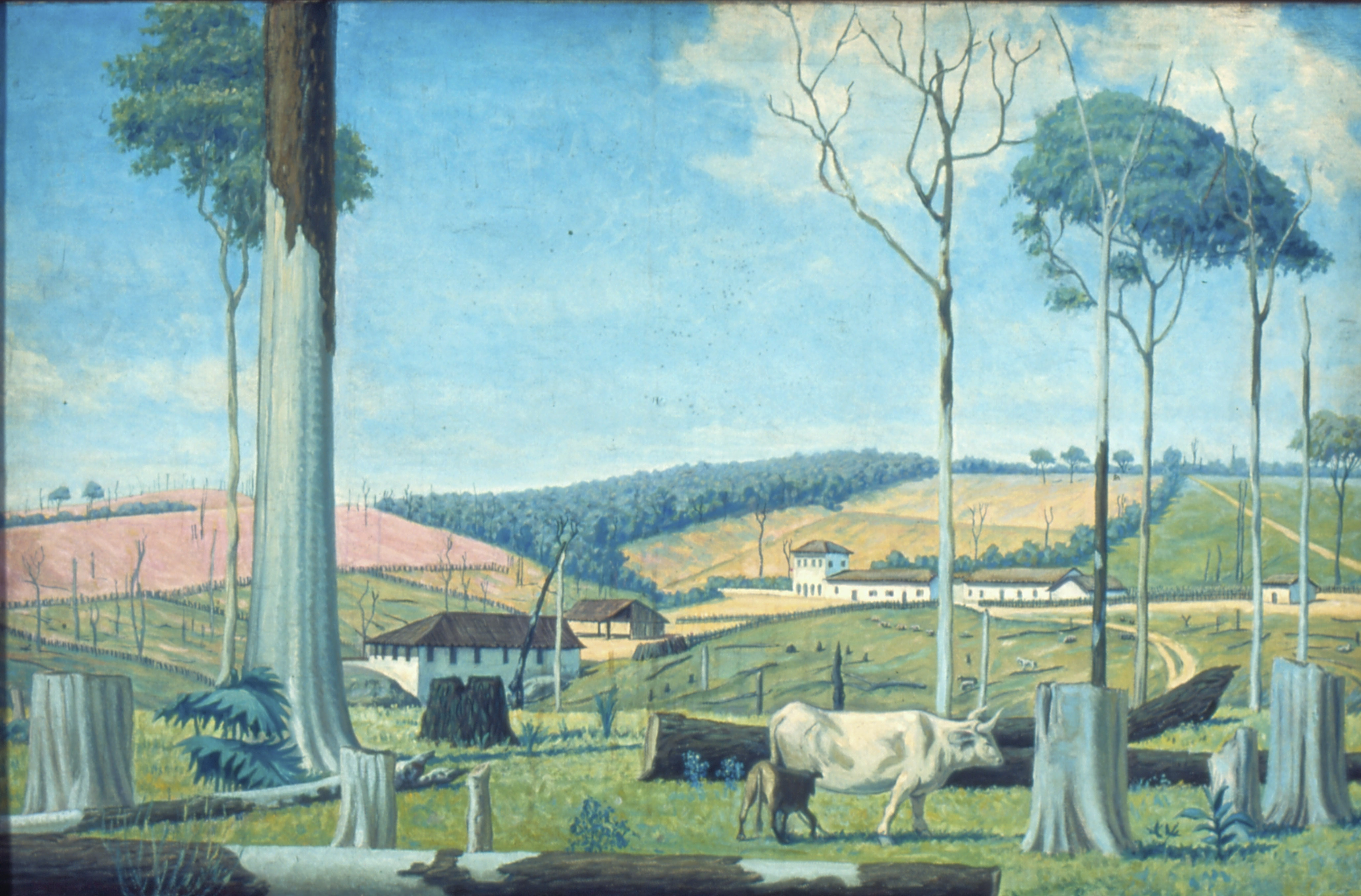
Fazenda Ibicaba - Autoria Henrique Manzo

A presença de grandes espécimes de árvore padrão ao longo da estrada deixava clara a presença de terra roxa, um tipo de solo muito fértil. Tendo conhecimento disso, proprietários de terras de cidades vizinhas, dentre elas Piracicaba, Campinas, Itu e São Paulo, pediram ao governo da capitania que cedesse sesmarias na região, para que pudessem explorá-la.
Uma das que mais se destacaram pela produtividade foi a sesmaria de Morro Azul. A região era dividida, e uma parte dela foi arrematada pelo Senador Nicolau Vergueiro em 1817, área em que implantou o Engenho de Ibicaba, destinado à produção de açúcar e aguardente. Ela foi anexada a uma sociedade com o brigadeiro Luís Antônio de Souza, um dos homens mais ricos de seu tempo.
Vale afirmar que, na época, Vergueiro já possuía outras terras, adquiridas com seu sogro, o Capitão José de Andrade e Vasconcellos, pai de sua mulher, Maria Angelica de Vasconcellos, com quem havia casado em 1804. Havia chegado no Brasil apenas um ano antes, em 1803, vindo de Vale da Porca, Portugal, com 25 anos.
Vergueiro trabalhou ainda com advocacia e cargos administrativos na capital da Província até 1816. Assim, já era considerado homem influente no cenário político e econômico de sua época.

## Evolução
Assim como o cultivo de terras em sesmarias era tradicionalmente iniciado na época, Vergueiro começou a ocupação com a instalação de engenhos, a vinda de escravos e senhores, e ainda a expulsão de posseiros que frequentavam a área. Para isso, desbravou a mata, e escolheu o sopé do Morro Azul para implantação do núcleo produtivo de seu engenho, ainda em 1817. O espaço ficava em uma área consideravelmente plana, e contava com um grande número de nascentes, extremamente positivo para plantação.
Com a morte do Brigadeiro Luís Antônio, em 1819, a sociedade foi desfeita, e o ainda engenho Ibicaba ficou para Vergueiro.
Aproveitando o alto preço do açúcar no mercado internacional, e a política brasileira voltada ao fomento do cultivo de cana, Vergueiro implantou um engenho nas terras que adquiriu. O engenho teria produzido, em 1820, 600 arrobas de açúcar branco, 400 de redondo (branco de segunda qualidade) e 30 de mascavo.
Em 1825, Vergueiro passa a morar em Ibicaba, em um casarão recém-construído, ano em que começou um processo de modernização e dinamização da propriedade. Levou um tempo, mas o engenho passou a ser um dos maiores da região.
Já em 1828, porém, Vergueiro se voltou para a plantação de café. Plantou neste ano os primeiros 6000 pés de café, utilizando trabalho escravo para isso. Foi a primeira plantação do tipo na região de Limeira, e o seu início foi um tipo de teste com o novo fruto. Foi o ano, inclusive, em que se tornou senador de Minas Gerais, cargo vitalício que manteve por 31 anos, de 1828 até 1859, data de sua morte.
O cultivo de café não acabou de uma vez com o de cana de açúcar, que foi gradativamente sendo substituído pelo novo produto. Assim, a plantação de ambos foi comum durante um período de reorganização dos espaços de produção da economia mundial. Mas a lucratividade com o plantio de café cresceu rapidamente, e aos poucos o cultivo da cana foi dando lugar a nova cultura.
Foi nesse momento que a propriedade começou a perder a importância como engenho, e passou a ser cada vez mais conhecida como fazenda Ibicaba. Seu sucesso com o novo produto, inclusive, influenciou proprietários vizinhos a começarem o plantio de café, principalmente a partir de 1840, época em que o açúcar perdia seu valor comercial como produto de exportação.

## Mão de obra assalariada
Mesmo tendo iniciado em 1828 o plantio de café, a produção da fazenda Ibicaba ainda era limita pelo pequeno número de escravos que Vergueiro possuia, que ainda era o principal motor do sistema produtivo no Brasil.
A mão de obra escrava, porém, se tornava cada vez mais dispendiosa. Fatores como restrição ao comércio negreiro, e também à expansão de fazendas no interior de São Paulo diminuíam a oferta e aumentavam a procura de trabalhadores servis, que se tornaram mais caros.
Diante desse cenário, Vergueiro decidiu contratar famílias imigrantes assalariadas para trabalhar em seus assentamentos. Para isso, criou a empresa Casa Vergueiro & Cia, em 1846, que seria responsável por recrutar trabalhadores de seus países de origem, pelo transporte e pelo agenciamento deles na fazenda. O acordo criado foi chamado sistema de parceria, similar ao endividamento, sistema praticado nos Estados Unidos.
O contrato de parceria era firmado antes da família embarcar para o Brasil. Ele estipulava que o agricultor e sua família deveriam cultivar certa extensão de pés de café na fazenda que os acolhesse. O pagamento seria uma porcentagem do lucro líquido anual de venda do produto gerado, e seria feito parte em espécie, parte em dinheiro. A família imigrante podia plantar produtos para sua subsistência em alguns espaços dos cafezais, e caso obtivesse excessos e os comerciasse com outras famílias, vilas e cidades, deveria destinar ao fazendeiro a metade do lucro obtido na venda.
Assim, o fazendeiro, no caso Vergueiro, entrou com o capital, ou seja, as terras, as plantações. Já as famílias entraram com seu trabalho, ferramentas, cultivo, limpeza das terras e colheitas. O valor recebido pela família deveria saldar os gastos feitos em seu benefício, como a viagem marítima, adiantamentos para compra de alimentos e subsistência e compras realizadas nos armazéns da própria sede da fazenda, sendo cobradas com juros na hora do pagamento. Isso fazia com que restasse muito pouco, ou quase nenhum dinheiro ao colono imigrante.
Após o início com Vergueiro, o sistema de parceria foi aplicado em várias outras fazendas cafeeiras do interior de São Paulo.

## Primeiros colonos em Ibicaba
O seu início se deu em 1840, com a contratação de 80 ou 90 famílias portuguesas oriundas da região Minho, em Portugal. Assim foi fundada a colônia Senador Vergueiro, na fazenda Ibicaba.
A tentativa, porém, não obteve êxito, mas devido a motivos políticos. Vergueiro envolveu-se na Revolução Liberal de 1842, derrotada pelo Governo Nacional, sendo obrigado a afastar-se da fazenda nesse período. O senador Vergueiro foi então preso em São Paulo, e durante sua ausência, boa parte daquelas famílias de imigrantes deixou a fazenda Ibicaba.
O transtorno teria impedido por certo tempo a vinda de mais famílias de imigrantes para trabalhar na fazenda, sendo retomada somente em 1846, com a criação da Casa Vergueiro & Cia, em sociedade com seus filhos José e Luiz.
Em julho de 1847, Vergueiro promoveu a vinda de 423 agricultores ou 64 famílias da Alemanha, mais especificamente imigrantes prussianos, bávaros e renanos, além de camponeses do Holstein. De Santos até a Fazenda Ibicaba, levaram catorze dias pois os meios de transportes da época eram bem rudimentares. Chegando na fazenda, eles se juntaram a 215 escravos e ainda sete famílias portuguesas remanescentes da leva de 1840, formando novamente a Colônia Senador Vergueiro. A contratação dos imigrantes germânicos foi possível graças ao auxílio de um empréstimo por três anos do governo provincial.

## Auge
Para atingir o sucesso, era necessário que os colonos compensassem os investimentos feitos por Vergueiro. Por isso o contrato de parceria firmado entre senhor e colono teve papel chave. Ele obrigava o fazendeiro a arcar com a passagem marítima da Europa até Santos, assim como o transporte posterior para a fazenda. Assim, a Vergueiro & Cia financiava os dois trajetos, que deveriam ser posteriormente pagos pela família imigrante, com juros de 6% ao ano, sendo que em alguns casos eles chegavam a 12%.
Com o contrato e com a liderança de Vergueiro e seu filho José, o sistema obteve êxito tanto em lucratividade quanto em fazer que as famílias permanecessem na fazenda. O sucesso da propriedade tornou-se conhecida nacionalmente, e outras fazendas começaram a considerar a troca do trabalho escravo pela mão-de-obra assalariada. Os serviços da Vergueiro & Cia, inclusive, passaram a ser contratados por outros fazendeiros da região, para obtenção de mão-de-obra sob sistema de parceria.
A fazenda de Ibicaba, após as levas de 1840 e 1846, recebeu mais famílias em 1847, 1849, 1852, 1853, 1854, 1855, 1856, 1857 e 1862, sendo a maioria deles de origem germânica. Eles se dedicavam ao cultivo do café, enquanto os escravos se ocupavam com cana e outras culturas. Muitos deles eram artífices, ferreiros ou carpinteiros, o que auxiliou no crescimento da fazenda.
Com seu desenvolvimento, novas ferramentas começaram a ser usadas em Ibicaba. Em 1847, o arado foi usado pela primeira vez na cultura de café; os carros de boi, com rodas presas ao eixo, foram substituídas pelo carro de eixo fixo, mais leve e rápido. Vergueiro inventou ainda um descascador de café, que limpava cerca de 1000 arrobas por dia.
A fazenda Ibicaba passou então a fabricar e fornecer instrumentos agrícolas para outras fazendas, e se transformou num modelo para as demais, com enorme estrutura e expressiva produção cafeeira. Na década de 1860, já possuía a maior plantação de café no Brasil, com 1,25 milhão de cafeeiros e um terreiro para secagem do produto de 60 mil metros quadrados (seis hectares). Em seu auge, chegou a ter 700 famílias, ou mais de três mil pessoas, entre escravos e imigrantes.

## A Revolta dos Parceiros
Com o sistema de parceria se caracterizando por abusos por parte dos fazendeiros, e desentendimentos ocorridos devido a choques de cultura, ambos os lados, imigrante e fazendeiros, começaram a apresentar sinais de descontentamento.
Instalações precárias foram um dos motivos. Os imigrantes, quando chegavam, eram acomodados provisoriamente em galpões, antes de serem levados às suas casas, que tinham chão de terra batida e não possuíam janelas, contando apenas com uma porta de entrada. Também não tinham divisões internas, e reformas ficavam por conta dos colonos. Era cobrada ainda uma anuidade de moradia.
A liberdade também era limitada, fazendo com que colonos tivessem que comprar produtos da própria fazenda, a valores mais caros comparados com cidades vizinhas. Também não havia não havia escola, assistência médica e liberdade religiosa.
Na leva de imigrantes de 1855, chegou em Ibicaba o mestre-escola Thomas Davatz, que posteriormente assumiria a posição de ministro luterano para celebrações locais, a pedido dos colonos da região. Davatz veio de Fanas, na Suíça, e havia sido instruído a enviar relatórios das condições de vida e trabalho no Brasil. Thomas Davatz descobriu, então, que embora fosse verificada uma melhora na estrutura, os colonos estavam ficando cada vez mais endividados, ao invés de conseguirem quitar suas contas com metade do lucro do café colhido.
Em 1856, ano seguinte de sua chegada, haviam mais de 800 colonos estrangeiros em Ibicaba, sendo 216 de origem portuguesa e os demais alemães e suíços, divididos em 87 famílias, estando apenas 10 delas já livres dos compromissos financeiros. O restante ainda tinha dívidas para pagar a fazenda.
Em dezembro de 1856, Davatz solicitou um inquérito ao consulado da suíça no Rio de Janeiro, para avaliar valores e medidas utilizados em Ibicaba nos contratos com os colonos imigrantes. Ele liderou um movimento de protesto na fazenda Ibicaba, contra fatores como o cálculo de rendimento do café produzido, a cobrança de comissão, a taxa de câmbio desfavorável utilizada na conversão de suas dívidas em moeda nacional, e a cobrança do transporte de Santos até a fazenda, e a estranha divisão dos lucros da venda do café.
Em 24 de dezembro, Davatz foi chamado à sede da fazenda, em um encontro com o senador Vergueiro, seu filho Luiz, os diretores da fazenda Jonas e Schimid, o médico Dr.Gatticker, o deputado suíço Dr. Hueser e o Dr. Diethelm, cônsul suíço do Rio de Janeiro. Ameaçado por eles, Davatz pediu socorro através de um garoto de recados. Colonos, armados com cacetes, ancinhos, foices, pistolas, espingardas e pedaços de pau, cercaram a sede, e houve dois disparos de arma de fogo.
Como a polícia de Limeira contava com um contingente limitado, a Guarda Nacional foi chamada para controlar a situação, e a ordem foi restabelecida em alguns dias, através do intermédio de representantes suíços. O movimento foi chamado A Revolta dos Parceiros. Representou o fracasso do sistema de parceria e o início da história dos direitos trabalhistas.

## Consequências e declínio do sistema de parceria
O movimento foi curto e localizado, mas teve grande repercussão. Davatz foi afastado e retornou à Suíça, onde escreveu um livro sobre sua experiência em Ibicaba, que resultou, posteriormente, na proibição da emigração da Prússia para a Província de São Paulo, para trabalhar no sistema de parceria.
Assim, desde 1857 nenhum colono de parceria veio da Alemanha ou da Suíça trabalhar lá.
A partir do ano da revolta, o contrato de parceria entrou em decadência. O sistema de parceria começou a ser abandonado na maioria das fazendas de café do interior paulista, passando a ser utilizada principalmente uma remuneração por alqueire de café colhido, uma medida antiga de volume que correspondia a 13,8 litros.
A fazenda Ibicaba também entrou em declínio após 1856, e deixou de ser exemplo para as demais fazendas cafeeiras. Em 1859, faleceu o senador Vergueiro, época em que a Vergueiro & Cia já era administrada por seus filhos, e a fazenda em si, por José Vergueiro.
Descrente no trabalho de imigrantes após a Revolta dos Parceiros, José deixou de contratar famílias estrangeiras, voltando a apostar em escravos. A falência da Vergueiro & Cia, em 1865, confirmou a decadência do sistema de contratação de colonos. Mesmo assim, a fazenda de Ibicaba, que já enfrentava sérios problemas financeiros, atingiu o ápice de produção neste ano, com 54.896 alqueires (27,5 toneladas). O local funcionou também como campo de treinamento para soldados que combateriam a Guerra do Paraguai.
A guerra gerou uma crise econômica no Brasil. Mesmo assim, em 1876 foi inaugurada a estação ferroviária Ibicaba, dentro da própria fazenda, que facilitava o escoamento do café para o litoral.
Mas a fazenda já estava decadente, e em 1887 contava com 400 escravos e apenas 50 trabalhadores livres, sendo estes não mais germânicos remanescentes das primeiras levas, mas em sua maioria italianos.

## Era pós-Vergueiro
Neste ano, partes da fazenda já haviam sido vendidas e sua área e produção cafeeira tinham diminuído. Em 1889, ano após a abolição da escravidão no Brasil, a Ibicaba foi arrematada pelo coronel Flamínio Ferreira de Camargo, em sociedade com os irmãos Simão e José Levy, ex-colonos da própria fazenda que haviam chegado nela em 1857, e que enriqueceram com outros negócios. Na época, a fazenda contava com 2427 hectares.
Após alguns anos, os irmãos compraram a parte da fazenda do Coronel Camargo. Simão se ausentou para trabalhar com imóveis urbanos em Limeira, enquanto José focou na fazenda. Em 1910, construiu um novo casarão. O casarão de Vergueiro continuou lá por mais 10 anos, mas foi demolido e incendiado em 1920, após um surto de tuberculose na fazenda.
Os irmãos Levy abriram uma casa comissionaria em Santos, voltada a exportação, e fazendo Ibicaba retomar parte da importância que já possuiu. Em 1926, porém, enquanto possuía cerca de meio milhão de cafeeiros, outras fazendas já possuíam mais de três milhões de pés de cafés.
Em 1928 morreu o então coronel José Levy, e a fazenda fazenda ficou para seus descendentes, enquanto os de Simão ficaram com propriedades em Limeira. Em 1929, a crise mundial fez com que o café perdesse muitos mercados como produto de exportação. Com a perda de seu valor e a divisão da terra em vários herdeiros, em 1975, dos 2427 hectares de terra arrematados pelos Levy, sobraram apenas 222 hectares ao redor da sede. Neste ano, foi vendida para a família Carvalhaes, que detém a propriedade até hoje.

## Ibicaba hoje
Em 1996, a propriedade iniciou a atividade turística, e desde então recebe um número considerável de visitantes, nacionais e estrangeiros. A maior fatia de seu faturamento, porém, se deve a atividade canavieira, sendo que suas terras são arrendadas à Usina Iracema.
O assunto de Ibicaba entrou para a arte literária. No seu romance histórico, Eveline Hasler, escritora suíça, acompanna os colonos suíços na viagem e na colonização em Ibicaba.

## Turismo Educacional
A Fazenda Ibicaba  oferece atividades educativas de conteúdo histórico a estudantes de 1º e 2º graus de escolas particulares ou não, da capital e do interior. O objetivo é auxiliar na preservação do importante conjunto arquitetônico representativo do ciclo do café assim como a relação dele com a história da imigração. Sua estrutura arquitetônica envolve a sede centenária, a capela, a senzala, a tulha, os terreiros e aquedutos construídos pelos escravos, o prédio da escola, a torre do relógio com seu mirante, assim como também as máquinas antigas para benefício do café.O programa é combinado com a escola e feito através de agendamento.